# مقاطعة كيفة

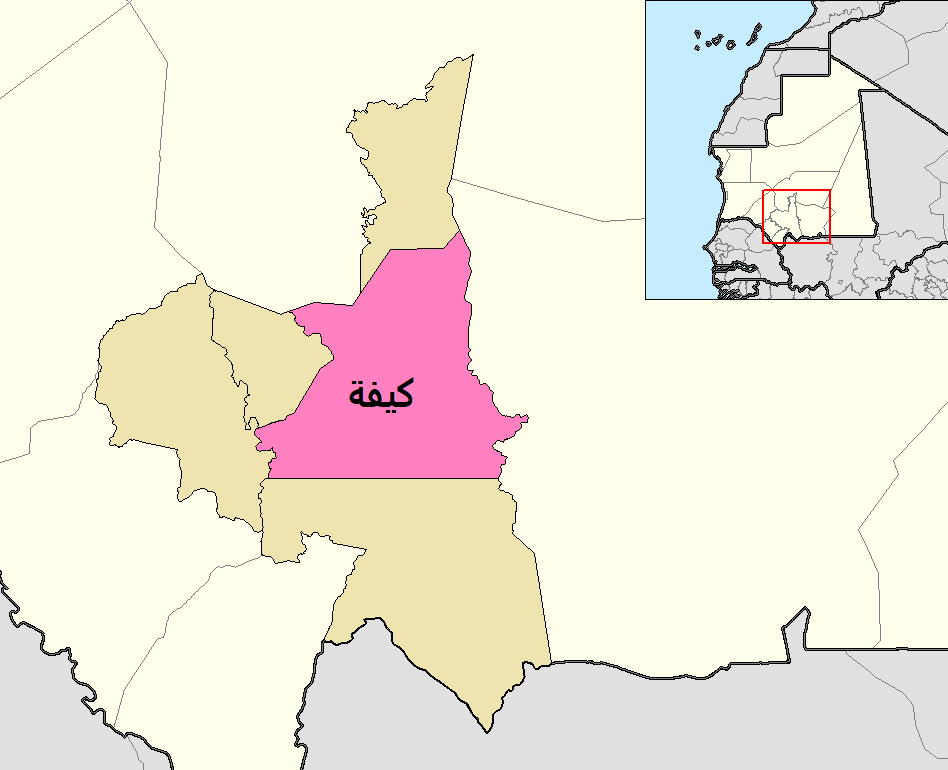
مقاطعة كيفة ولاية العصابة موريتانيا

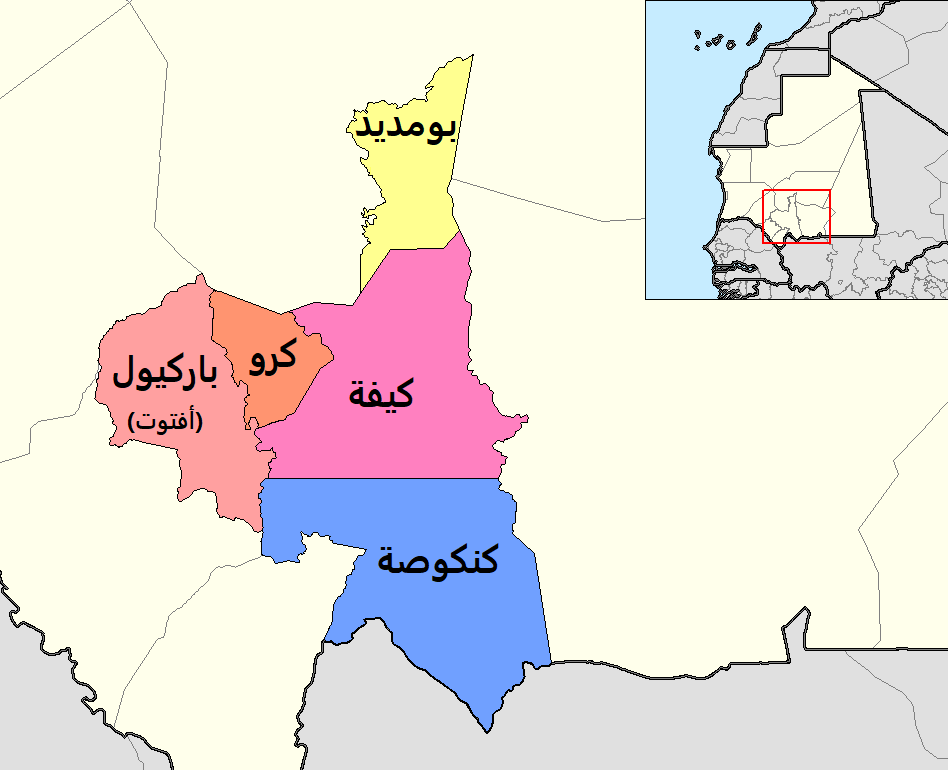
مقاطعات العصابة: كيفة في المنتصف

مقاطعة كيفة هي إحدى المقاطعات الخمسة في ولاية العصابة في موريتانيا.

## قائمة البلديات في المقاطعة
تتكون مقاطعة كيفة من ست بلديات :
- أغورط
- الملقى
- كيفة
- كروجل
- لكران
- انواملين

في عام 2000 ، كان مجموع سكان مقاطعة كيفة 76،779نسمة (35،363رجلاً و 41،416امرأة).